# Curcuma bicolor
Curcuma bicolor är en enhjärtbladig växtart som beskrevs av John Donald Mood och Kai Larsen. Curcuma bicolor ingår i släktet Curcuma och familjen Zingiberaceae. Inga underarter finns listade i Catalogue of Life.